# 馬達沃斯卡 (緬因州)
馬達沃斯卡（英語：Madawaska）是一個位於美國緬因州阿魯斯圖克縣的市鎮。

## 人口
根據2020年美國人口普查的數據，馬達沃斯卡的面積為145.66平方千米，當中陸地面積為143.90平方千米，而水域面積為1.76平方千米。當地共有人口3867人，而人口密度為每平方千米27人。